# Nghĩa Bình, Bù Đăng
Nghĩa Bình là một xã thuộc huyện Bù Đăng, tỉnh Bình Phước, Việt Nam.
Xã Nghĩa Bình có diện tích 48,18 km², dân số năm 2007 là 5.139 người, mật độ dân số đạt 107 người/km².